# S-200 Angara/Vega/Dubna
NPO Almaz S-200 Angara/Vega/Dubna (tiếng Nga Ангара\Вега\Дубна), tên ký hiệu NATO SA-5 Gammon, là một hệ thống tên lửa đất đối không (SAM) có tầm xa, trần bắn từ trung bình đến cao, được thiết kế nhằm bảo vệ các mục tiêu lớn khỏi các máy bay ném bom hoặc các máy bay chiến lược khác của phương Tây (chẳng hạn như SR-71 "Blackbird"). Mỗi tiểu đoàn biên chế gồm 6 bệ phóng tên lửa đơn và đài radar điều khiển hỏa lực. Hệ thống phòng không S-200 còn có thể liên kết với các hệ thống radar tầm xa khác.

## Miêu tả

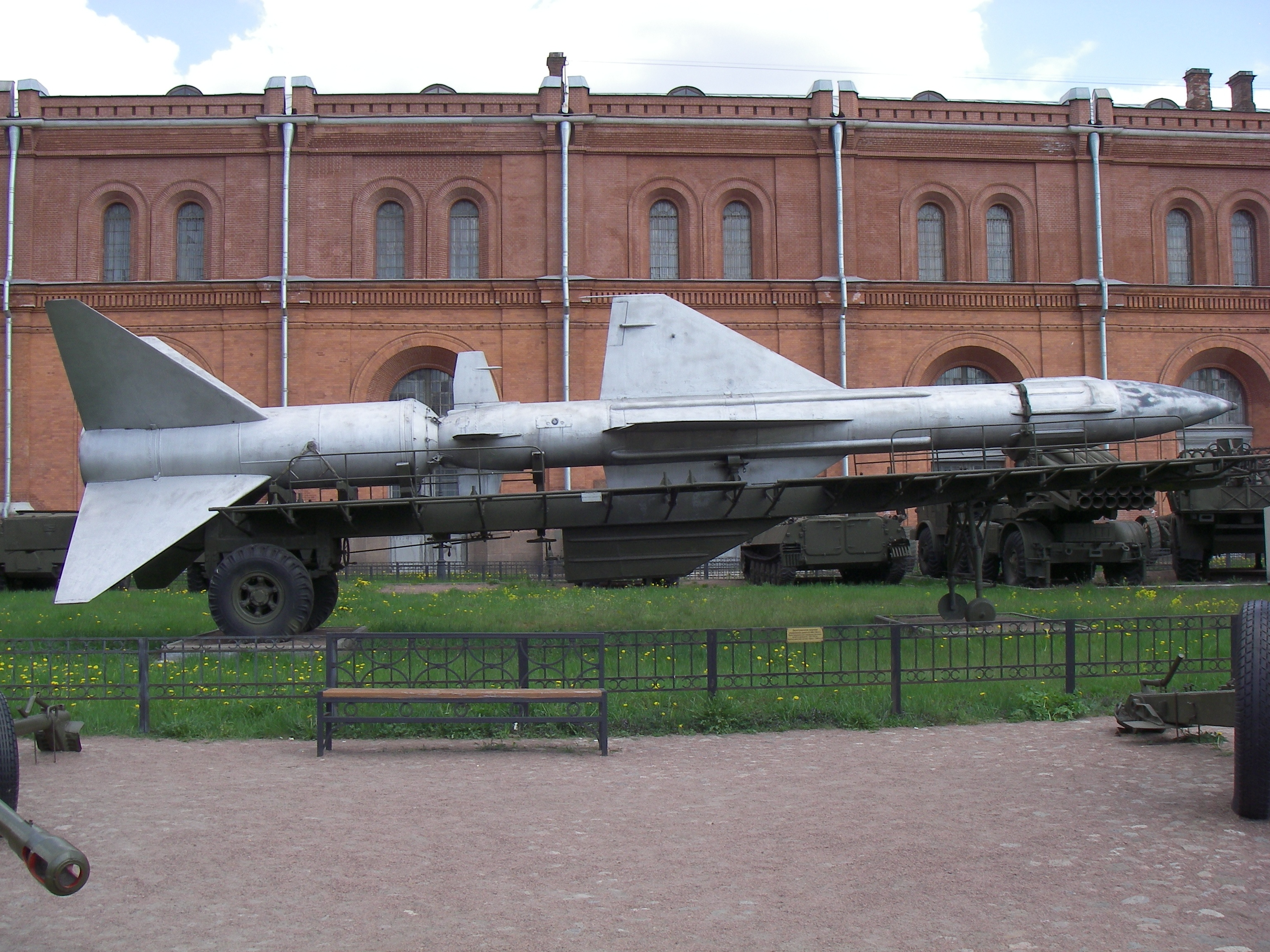
Đạn tên lửa hai tầng V-400 (5V11) Angara thuộc hệ thống SAM «Dal» SAM tại Bảo tàng pháo binh Saint-Petersburg

Các trung đoàn S-200 đầu tiên được triển khai vào năm 1966, đến cuối năm 1966 đã có 18 trận địa và 342 bệ phóng trong biên chế. Năm 1966, S-200 được chính thức chấp nhận trang bị để thay thế hệ thống tên lửa chống tên lửa đường đạn thất bại là RZ-25/5V11 "Dal". Dal có tên mã NATO là SA-5 "Griffon" trước khi nó bị hủy bỏ. Năm 1968, Liên Xô đã có 40 trận địa tên lửa S-200, năm 1969 là 60 trận địa. Số lượng trang bị các hệ thống S-200 trong biên chế quân đội ngày càng tăng nhanh trong thập niên 1970 và đến đầu thập niên 1980, đến năm 1985 đã có đến 130 trận địa và 1950 bệ phóng.

### Tên lửa
Mỗi tên lửa được phóng lên bởi 4 tên lửa đẩy phụ nhiên liệu rắn. Sau khi 4 tên lửa phụ này cháy hết và rời khỏi tên lửa (từ 3 đến 5.1 giây sau khi phóng), tên lửa khởi động động cơ chính của mình là loại động cơ 5D67 nhiên liệu lỏng (từ 51 đến 150 giây), động cơ này dùng loại nhiên liệu gọi là TG-02 Samin (50% xylidine và 50% triethylamine), sự oxy hóa bởi một tác nhân oxy hóa gọi là AK-27P Melange (axit nitric dễ bốc hơi được trộn với oxit nitơ, axit photphoric và axit hydrofloric). Tầm bắn tối đa đạt được của tên lửa từ 150 và 300 km (81 và 162 dặm), phụ thuộc và phiên bản tên lửa. Tên lửa sử dụng chiếu vô tuyến pha giữa để hiệu chỉnh đường bay, ở pha cuối tên lửa dùng radar bán chủ động của mình để bay đến mục tiêu. Tên lửa có thể tiêu diệt mục tiêu bay với tốc độ tối đa lên tới Mach 4. Độ cao hiệu quả của tên lửa là 300 đến 20,000 m (1,000 đến 65,600 ft) đối với các phiên bản tên lửa đời đầu và lên tới 35,000 m (115,000 ft) cho các phiên bản sau. Đầu nổ của tên lửa có thể là loại nổ phá mảnh 217 kg (478 lb) (có thể chứa 16000 mảnh nhỏ 2 g và 21000 mảnh nhỏ 3.5 g) kích nổ bằng ngòi nổ cận đích dùng radar hoặc tín hiệu điều khiển, hoặc một đầu đạn hạt nhân 25 kT kích nổ chỉ bằng tín hiệu điều khiển. Mỗi tên lửa nặng 7018 kg (15,500 lb) khi phóng.
Tên lửa dùng hệ thống dẫn đường bán tự động với hiệu chỉnh đường bay pha giữa và dùng radar bán tự động ở pha cuối, đây là lần đầu tiên ở Nga dùng hệ thống dẫn đường kiểu như vậy ở pha cuối, kiểu dẫn đường dùng radar bán tự động pha cuối có độ chính xác cao hơn nhiều ở tầm xa so với kiểu dẫn đường chỉ huy sử dụng trên S-75 Dvina và các loại tên lửa khác. Tốc độ cực đại của tên lửa đạt khoảng Mach 8 và xác suất tiêu diệt mục tiêu với một đạn tiêu diệt là 0.85, có lẽ là các mục tiêu kiểu máy bay ném bom bay trên độ cao lớn.

## Các sự kiện
Vào ngày 4 tháng 10-2001, một khẩu đội S-200 của Ukraina vô tình đã bắn hạ một chiếc máy bay dân dụng Tu-154 đang trên đường bay từ Tel Aviv, Israel đến Novosibirsk, Siberia, giết chết toàn bộ 78 hành khách trên máy bay
Ngày 17/3/2017, 1 hệ thống S-200V của Syria đã phóng một số tên lửa vào 1 phi đội gồm 4 chiếc F-16 của Israel khi chúng đang ném bom ở cự ly 78 km Theo ghi nhận của Syria, một máy bay F-16 đã bị bắn hạ, trong khi một chiếc khác bị hư hỏng nặng

### Hệ thống radar chính
Đài radar điều khiển hỏa lực của hệ thống S-200 là radar 5N62 (NATO: Square Pair) sóng liên tục băng H, có tầm hoạt động 270 km (168 mi). Đài radar này sử dụng cho cả bám và chiếu mục tiêu.

### Các hệ thống radar bổ sung
- P-14/5N84A "Tall King" - radar cảnh báo sớm băng A (tầm 600 km\372 mi, 2-6 vòng quay/phút (RPM), độ cao tìm kiếm cực đại đạt 46 km\150,000 ft)
- hay "Big Back" - radar cảnh báo sớm băng E (tầm 600 km\372 mi)
- Kabina 66/5N87 "Back Net" hay "Back Trap" - radar cảnh báo sớm băng E (với chế độ tìm kiếm độ cao thấp đặc biệt, tầm 370 km\230 mi, 3-6 RPM)
- P-35/37 "Bar Lock\Bar Lock B" - radar phát hiện và bám mục tiêu 1000 kW băng E\F (kết hợp khả năng phân biệt bạn thù, tầm 392 km\242 mi, 7 RPM)
- "Side Net" hay "Odd Pair" - radar đo cao băng E (cũng được sử dụng cho các hệ thống SA-2, 2K11 Krug và SA-6, tầm 240 km\148 mi, 3-6 RPM)
- P-15M(2) "Squat Eye" - radar phát hiện mục tiêu 380 kW băng C (tầm 128 km\80 mi)

### Các phiên bản
- S-200A "Angara" (SA-5a), dùng đạn tên lửa V-860/5V21 or V-860P/5V21A, trang bị năm 1967, tầm bắn 160 km (88 mi), trần bắn 20 km (66,000 ft)
- S-200V "Vega" (SA-5b), dùng đạn tên lửa V-860PV/5V21P, trang bị năm 1970, tầm bắn 250 km (155 mi), trần bắn 29 km (95,000 ft)
- S-200 "Vega" (SA-5b), dùng đạn tên lửa V-870, tầm bắn 300 km (186 mi) trần bắn 40 km (125,000 ft), với đạn tên lửa mới và ngắn hơn và động cơ nhiên liệu rắn
- S-200M "Vega-M" (SA-5b), dùng đạn tên lửa V-880/5V28 hoặc V-880N/5V28N², tầm bắn 300 km (186 mi), trần bắn 29 km (95,000 ft)
- S-200VE "Vega-E" (SA-5b), dùng đạn tên lửa V-880E/5V28E, phiên bản xuất khẩu, đầu nổ mạnh, tầm bắn 250 km (155 mi), trần bắn 29 km (95,000 ft)
- S-200D "Dubna" (SA-5c), dùng đạn tên lửa 5V25V, V-880M/5V28M hoặc V-880MN/5V28MN², trang bị năm 1976, đầu nổ mạnh hoặc hạt nhân, tầm bắn 400 km (248 mi), trần bắn 40 km (125,000 ft).

## Quốc gia sử dụng

### Hiện nay
- Algérie
- Azerbaijan
- Bulgaria - [1] có 1 tiểu đoàn.
- Gruzia - [1]
- Ấn Độ - [1]
- Iran - [1] có 10 bệ phóng.
- Kazakhstan - [1]
- Latvia
- Libya - 8 tiểu đoàn.[1]
- CHDCND Triều Tiên - 4 tiểu đoàn.[1]
- Myanmar - 20 bệ phóng từ  CHDCND Triều Tiên
- Ba Lan - 2 phân đội.[1]

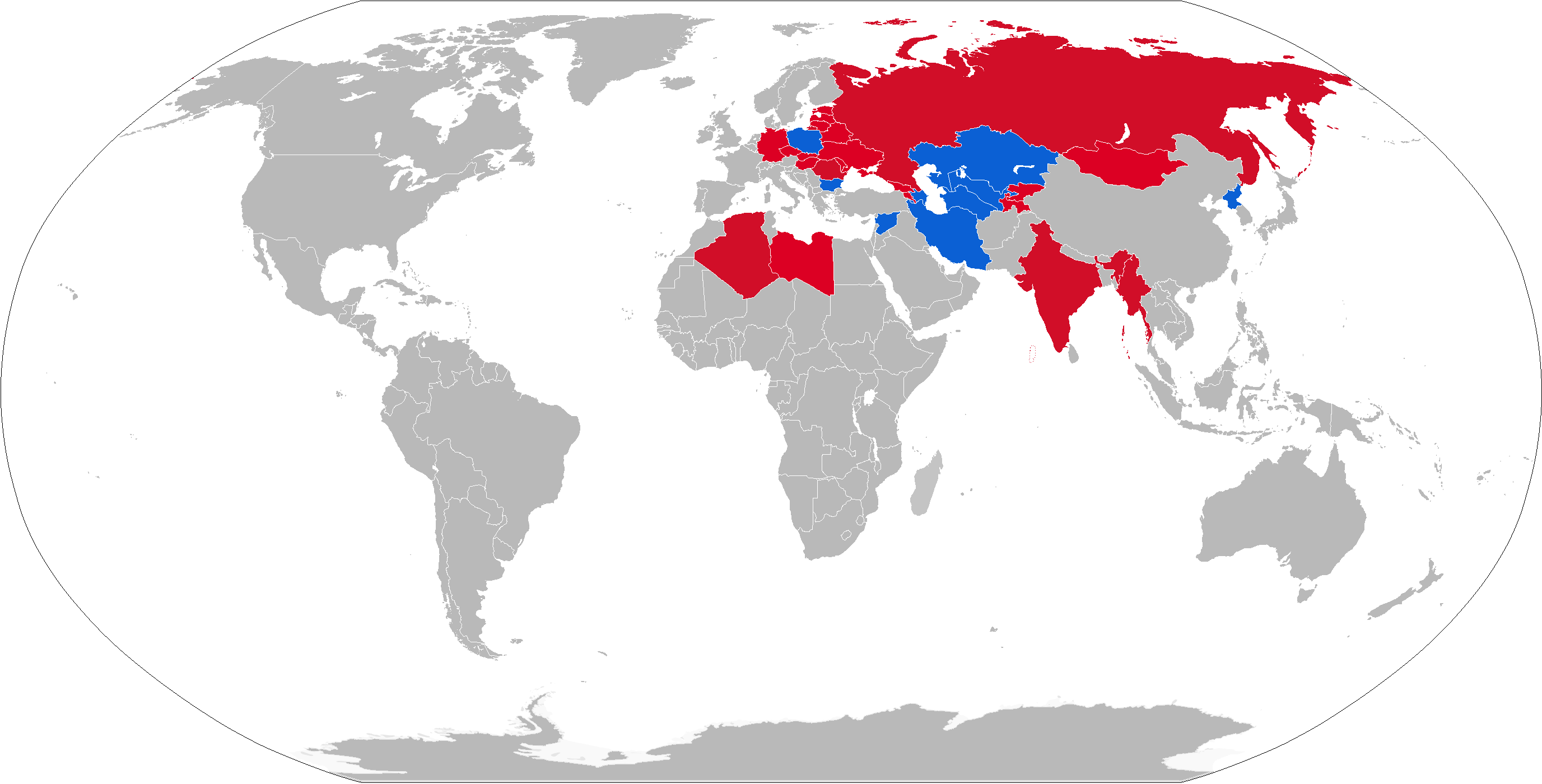
Các quốc gia hiện đang sử dụng S-200, gồm cả Nga

- Syria - 2 tiểu đoàn (8 bệ phóng).[1]
- Turkmenistan - [1]
- Ukraina - [1] chỉ còn S-200V còn trong trang bị.
- Uzbekistan - [1]

### Trước kia
- Belarus - Khoảng 4 tiểu đoàn.[1]
- Tiệp Khắc - 5 tiểu đoàn.
- Cộng hòa Séc - Thừa hưởng toàn bộ từ Tiệp Khắc các hệ thống S-200, loại bỏ vào thập niên 1990.[1]
- Đông Đức

```
- 4 tiểu đoàn.
```

- Hungary - 1 tiểu đoàn.[1]*
- Moldova - [1] 1 tiểu đoàn
- Nga - ngừng sử dụng năm 2001.[1]
- Liên Xô - Ban đầu trang bị cho ZA-PVO trong vai trò phòng không chiến lược. Chia cho các quốc gia thành viên sau khi sụp đổ.[1]

### Không rõ tình trạng
- Mông Cổ - Quân đội Nhân dân Mông Cổ sử dụng các hệ thống S-200 vào năm 1985, nhưng đến nay không rõ tình trạng.[9]